# Ida di Bernicia
Ida (Ida Eopping Bernicia Cyning; ... – 559 circa) fu il primo re anglosassone di Bernicia (Inghilterra settentrionale), regno precedentemente governato da re britanni e conosciuto con il nome di "Bryneich".
Si impadronì del regno nel 547, scacciandone il re Morcant Bulc ap Cyngar.
Nennio nella  Historia Brittonum lo dice di stirpe sassone e "il primo re in Bernicia e in Cair Ebrauc" (Eburacum, attuale York). Riporta inoltre la sua genealogia (dal mitico antenato Woden, identificabile con il dio Odino e attribuito a tutti i re sassoni, attraverso Beldeg, Beornec, Gethbrond, Aluson, Ingwi, Edibrith, al nonno Esa e al padre Eoppa). Riporta inoltre anche il nome della regina sua sposa, Bearnoch, e il nome di sette dei suoi dodici figli (Adda, Belric Theodric, Thelric, Theodhere, Osmer, Ealric) e di  alcuni loro discendenti . Il suo regno sarebbe durato dodici anni.
Il figlio Occa, non citato da Nennio, viene invece menzionato nelle "Cronache anglosassoni",
Secondo i "Moore Memoranda", ad Ida, di cui si riporta la data di inizio (547) e la durata del regno (dodici anni), sarebbe succeduto nel 559 Glappa, che tuttavia non viene citato nella Historia Brittonum tra i suoi figli. L'anno di inizio e la durata del regno di Ida vengono inoltre riportati anche nelle "Cronache anglosassoni".